# Cryptothele cristata
Cryptothele cristata är en spindelart som beskrevs av Simon 1884. Cryptothele cristata ingår i släktet Cryptothele och familjen Zodariidae. Inga underarter finns listade i Catalogue of Life.